# أندريه وولشيدات
أندريه وولشيدات (بالفرنسية: André Wollscheidt)‏ (20 أبريل 1914 – 31 يناير 1995) هو ملاكم لوكسمبورغي راحل، مثّل بلاده في الألعاب الأولمبية الصيفية 1936.

## روابط خارجية
أندريه وولشيدات على موقع أوليمبيديا (الإنجليزية)